# 福島コミュニティ放送

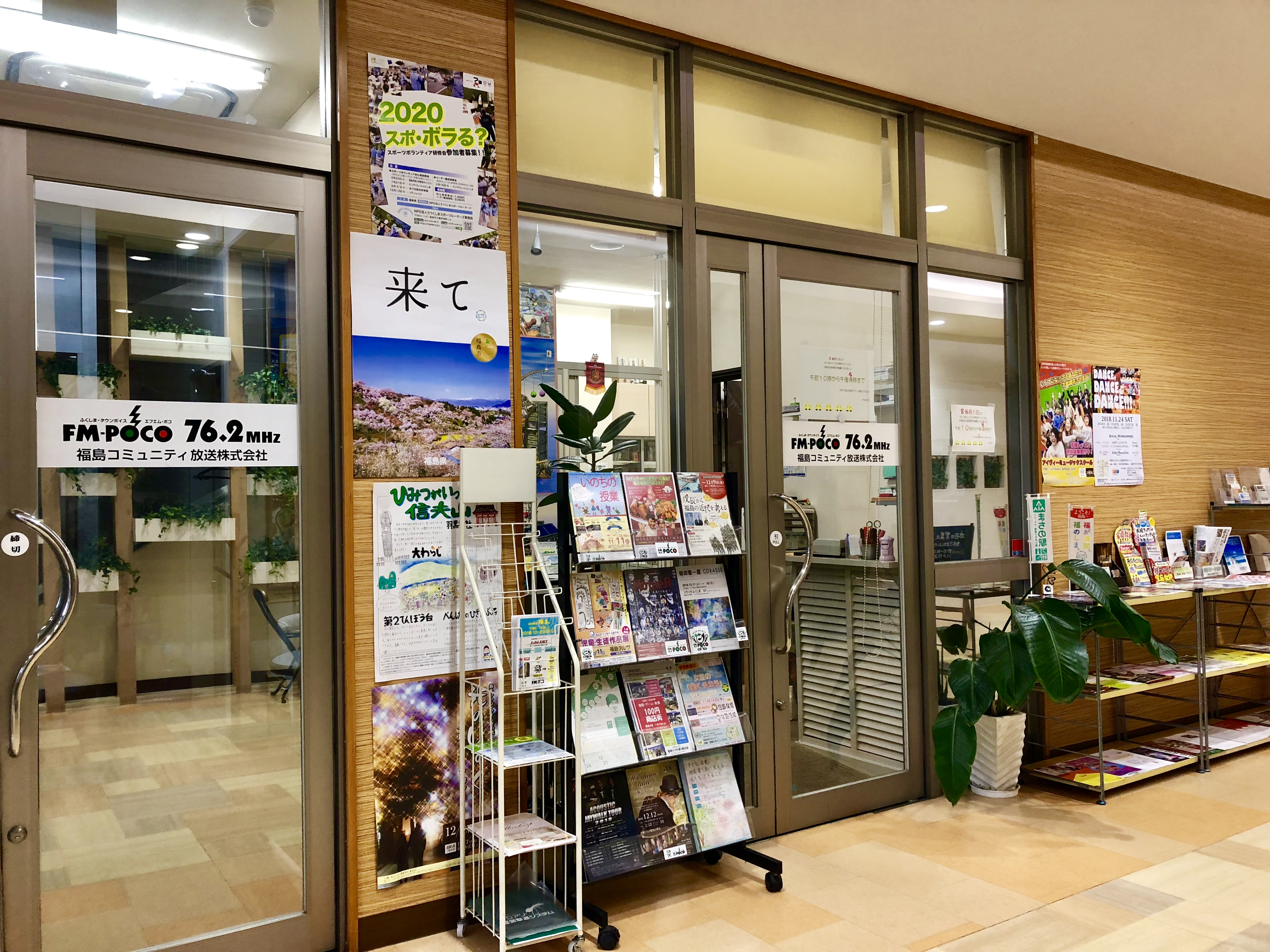
FMポコ外観

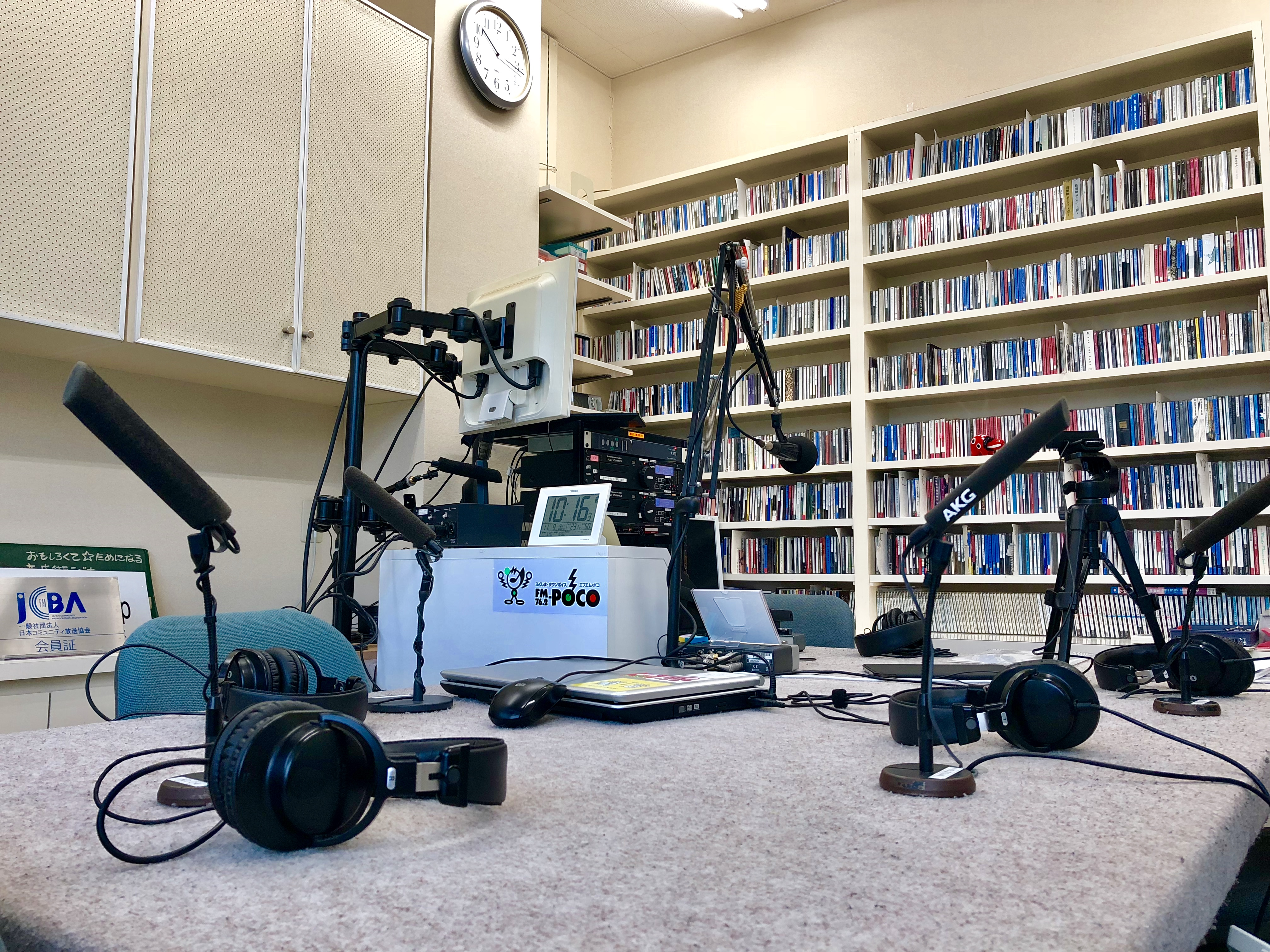
第1スタジオ

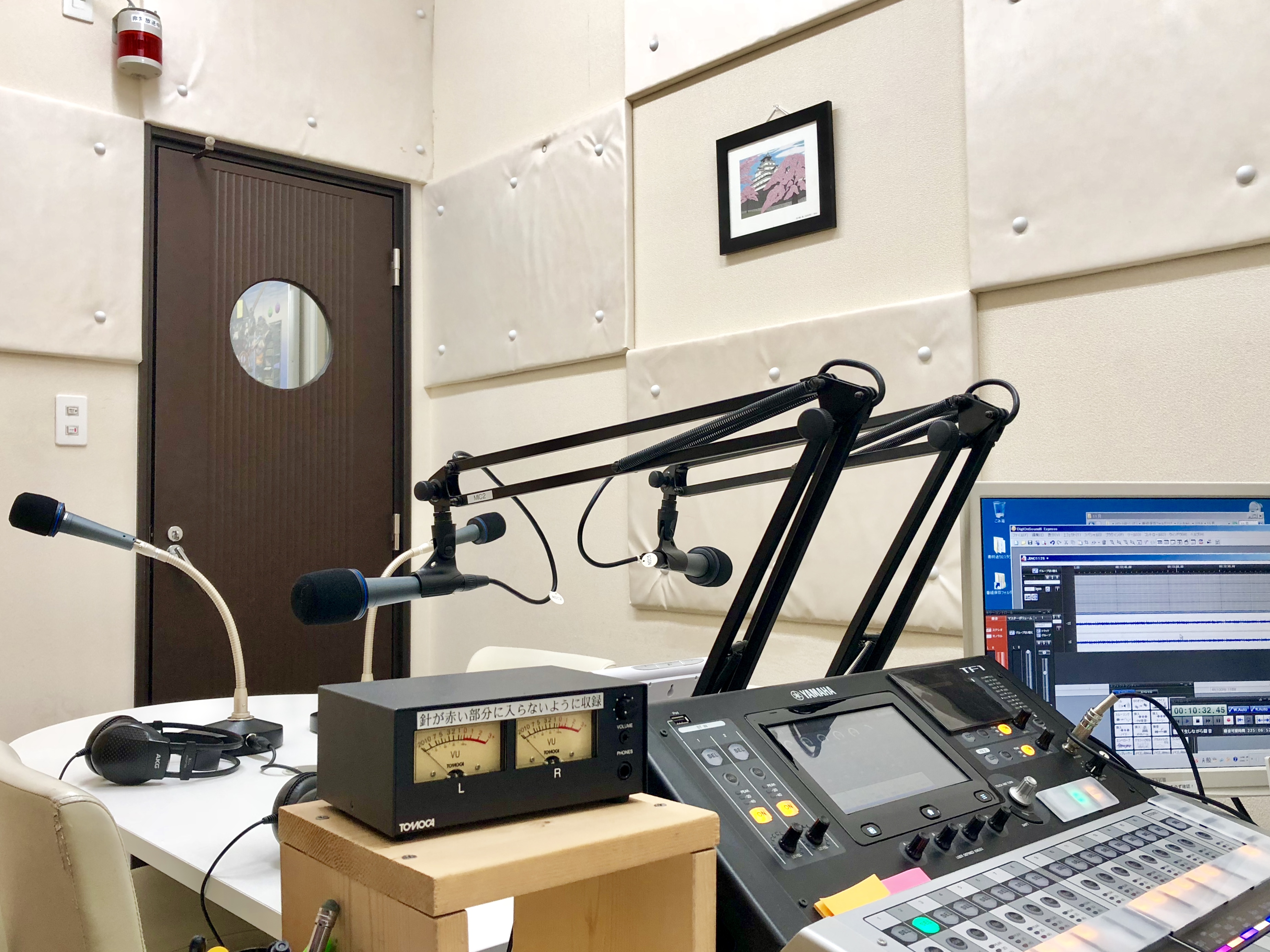
第2スタジオ

福島コミュニティ放送株式会社（ふくしまコミュニティほうそう）は、福島県福島市の一部地域を放送区域として超短波放送（FM放送）を営む特定地上基幹放送事業者である。
FMポコ（エフエムポコ）の愛称で（P：パセオ通り、O：置賜町、C：コミュニティ、O：オンエアー）コミュニティ放送を行っている。

## 概要
福島市に本社を置く唯一の民間FM放送局である。自主制作番組を中心に配信を行い、様々な業種のパーソナリティが番組を担当している。
生放送番組に関しては公式サイト上（YouTube）でスタジオ風景の生配信を実施している。番組自主制作以外の番組時間帯はJ-WAVEの番組を放送。
パセナカミッセの1階にあるスタジオはガラス張りになっているため、生放送時には観覧することができる。
かつては、コミュニティ放送ならではの地元びいきのサッカー実況中継が人気を博し好評を得ていた。

## 沿革
- 1996年8月31日 - 同局が開局。
- 2010年1月 - 信夫山に送信所が移設される。
- 2011年
  - 3月16日 - 3月11日に発生した東北地方太平洋沖地震の際、当局の設備を利用し臨時災害放送局ふくしまさいがいエフエム（JOYZ2R-FM）が設置され出力を100Wに増力。
  - 3月25日 - ふくしまさいがいエフエムが廃局。
- 2012年
  - 3月31日 - J-WAVEの再送信を一時終了。
  - 4月 - 自主制作以外の配信番組としてミュージックバードの番組を放送。
  - 5月1日 - JCBAインターネットサイマルラジオに参加。インターネットでの聴取が可能となる。
- 2014年
  - 3月28日 - 全国瞬時警報システム（J-ALERT）による緊急割込放送システムを導入。
  - 4月13日 - 地元のサッカークラブ福島ユナイテッドFCのホームゲーム実況中継を本格的に開始。2014シーズンは7試合を放送。
- 2016年
  - 4月未明 - 福島市飯野町（旧・明治小学校跡）に飯野中継局を設置。聴取困難地域が一部改善された。
  - 8月31日 - 同局が開局20周年を迎える。
- 2020年
  - 4月 - 自主制作以外の配信番組を再びJ-WAVEに変更。
- 2021年
  - 8月31日 - 同局が開局25周年を迎え、当日夜には特別番組を生放送（パーソナリティは高橋ゆうこ・藤倉みさえ）。
  - 以後毎年、開局周年祭の生放送特番が恒例化となる（原則8月31日当日が日曜日の場合、もしくはその前の直近の日曜日に充てているため、当該時間帯のJ-WAVEの再送信は休止）。
  - また、開局25周年特番の好評を受け、高橋ゆうこ・藤倉みさえを中心とした年末年始特番が組まれるようになり、こちらも以後恒例化される。
- 2024年
  - 3月1日 - 福島市内のスポーツ施設6か所に、防災・防犯情報を街中に伝える「街かど安心安全ラジオ付き自動販売機」が設置された。
- 2025年
  - 祝日に限り、祝日専用の編成を実施。
  - 基本的に週末の土・日曜日以外で、平日が祝日となっているところは全て祝日編成（初回は1月13日（成人の日）から）となる。
  - この場合、7:00 - 9:00の「あさラジ☆762」、10:00 - 11:00の「HAPPY BOX 762」、12:00 - 13:00の「MY TOWN ポコランド」、16:00 - 18:30の「みんなのラジオ～FUKUSHIMA TOWN VOICE～」が休止となり、祝日は10:30 - 13:00までの「FMポコ祝日生放送」のみに変更された（生放送以外の放送番組は基本的に変更なし）。
  - また、祝日の特別番組が入る場合もある。

## 番組

### メイン番組・YouTube生配信
- あさラジ☆762（☆の部分は太陽、2022年4月4日 - 、平日 7:00 - 9:00） -（月・木・金曜日：高橋ゆうこ、火・水曜日：藤倉みさえ）
  - 2024年放送分では、年末年始および月曜日が祝日（一部のみ）に当たる場合は、特別編として当日の10:00 - 13:00に生放送された（2024年1月1 - 3日・7月15日（海の日）・8月12日（山の日の振替休日）が該当）。
  - この場合、通常のタイムテーブル上で放送中の『福島トヨタ ラジオdeコミュニティ』をはじめとした番組は内包され、10:00からの『HAPPY BOX 762』および12:00からの『MY TOWN ポコランド』は休止となった。
  - また、通常は内包の『今日もいい日になぁれ！～届け わたしたちの想い～』は、単独番組扱いとして7:20 - 7:25に放送される（2025年以降も変更なし）。
- HAPPY BOX 762（平日 10:00  - 11:00） -（月曜日：かわた美穂、火曜日：hrm（ヒロミ）、水曜日：岩倉沙織、木曜日：アサノコウタ、金曜日：菅野淳一）
  - パーソナリティのスケジュール都合によっては、当日の番組が休止となり、J-WAVEの番組に差し替えられる。
- MY TOWN ポコランド（月 - 木曜日12:00 - 13:00、金曜日 12:00 - 13:30） -（月・木・金曜日：和合敦子、火曜日：たかはしまこ（本名：高橋眞子）、水曜日：高橋城）
  - 2022年9月30日までは、月 - 金曜日 13:00 - 14:00にて生放送されていた。
  - 金曜日は『MY TOWN ポコランド・プラス』として放送、13時台は主にゲストを迎えてのトークが中心となる。
- みんなのラジオ～FUKUSHIMA TOWN VOICE～（平日 16:00 - 18:30） -（月・金曜日：古川ゆき枝、火曜日：安田いつ美（旧姓名：外岡いつ美、元テレビユー福島アナウンサー）、水曜日：引田さいこ（元NHK福島放送局契約キャスター）、木曜日：藤倉みさえ）
  - 上記のうち、高橋ゆうこ・たかはしまこ・高橋城の出演時間帯では、YouTube配信を行っていない（特番時等の例外を除く）。
- おでましナイトパイレーツ（金曜日 19:00 - 20:00、日曜日 18:00 - 19:00（再放送）） -  地元を拠点に活動するバンド・ナイトパイレーツのメンバーによる番組。
  - 通常は収録だが、生放送時には特別にYouTube配信されることもある。
- 今日もいい日になぁれ！～届け わたしたちの想い～（月 - 金曜日 7:20 - （『あさラジ☆762』内包）、12:30 - （再放送・『MY TOWN ポコランド』内包）、17:38 - （再々放送・『みんなのラジオ～FUKUSHIMA TOWN VOICE～』内包） - 開局当時から続く番組。市内の小学5・6年生の児童たちが出演し、自らの家族や宝物・将来の夢などを題材にした作文を朗読している。

### 自社制作番組

#### 月曜日
- じんちゃんの「ほけんでGO！」
- ラジオバラエティ

#### 火曜日
- ヴァンカン・のじゅーる
- 大道GATEハッシン！

#### 水曜日
- おおば秀樹の一隅を照らす
- Music Star Geo

#### 木曜日
- FCMIC（フクミック）子どもと親のメンタルヘルス（第1・3週） - 番組公式YouTubeにて、過去の放送アーカイブを見ることが出来る。
- すずらん通りよろずや横町

#### 金曜日
- MUSIC NOTES
- ふくしま未来アカデミー

#### 土曜日
- Smllr Eyesのトンデモナイト

### 福島県内コミュニティ放送共同番組
- 福島トヨタ ラジオdeコミュニティ（月曜日 - 金曜日）
- ラジオから伝えたい想い
- 日本の防衛Q＆A
- 暮らしの中の気象台
- 粋成浩児のGO！GO！6575

### その他のネット番組
- ONE DAY TRIP
- サンドウィッチマンのラジオやらせろ！
- ビートルズ・ラバー・NO.5
- 奥山弁護士のロック裁判所

## 放送エリア
- 福島市、伊達市、桑折町、国見町
  - ただし、福島市内でも飯坂地域内の飯坂町、飯坂町中野、飯坂町茂庭では受信状態が悪く場所によるが雑音が入る。（東日本大震災での100W増力時においても、上記地区では不安定な受信状態は改善されなかった。）
  - 1996年の開局当初は送信所が標高の高いあづまスキー場に設置され福島県中通り北部の広い範囲で受信可能であったが、2010年1月から信夫山に送信所が移設される。その結果、川俣町や伊達市霊山町・月舘町方面で受信できなくなる。
  - カーラジオでは、二本松市や相馬市、や宮城県南部（丸森町・角田市・白石市など）でも受信できる場合がある。放送エリア外でもインターネットサイマルラジオで聞くことができる。サイマルラジオはFMポコの公式サイトより聴取可能。
  - 上記の飯坂町等に加え国道4号・旧国道を上った所にある、蓬莱団地周辺から放送波が不安定になるが、飯野中継所の開局により一部地域で改善がされた。だが、飯坂町や蓬莱町周辺などの山でポケットラジオによる受信は困難なままである。

## 送信所・中継局
周波数：76.2MHz
- 信夫山送信所 -20W（ERP：18W）空中線形式：3素子八木1段4面（鉄塔はソフトバンクと共用）
- 飯野中継局 -5W（ERP：2.9W）

## フリーペーパー
フリーペーパーFennel（フェンネル）を2004年6月に創刊した。
内容は特集記事をはじめ、福島の美味しいお店や美容、健康情報などが中心に掲載されている。
奇数月に1回に発行される。
配布場所はコンビニエンスストア、いちいや信用金庫など。
2018年7月発行の第85号、「14年間ありがとうフェンネル最終号」にて、フリーペーパーFennelの休刊を発表した。